# God zij met ons Suriname
God zij met ons Suriname är Surinams nationalsång. Musiken komponerades 1876 av Johannes Corstianus de Puy och den första texten skrevs 1893 av Cornelis Hoekstra, men inte som en officiell nationalsång.

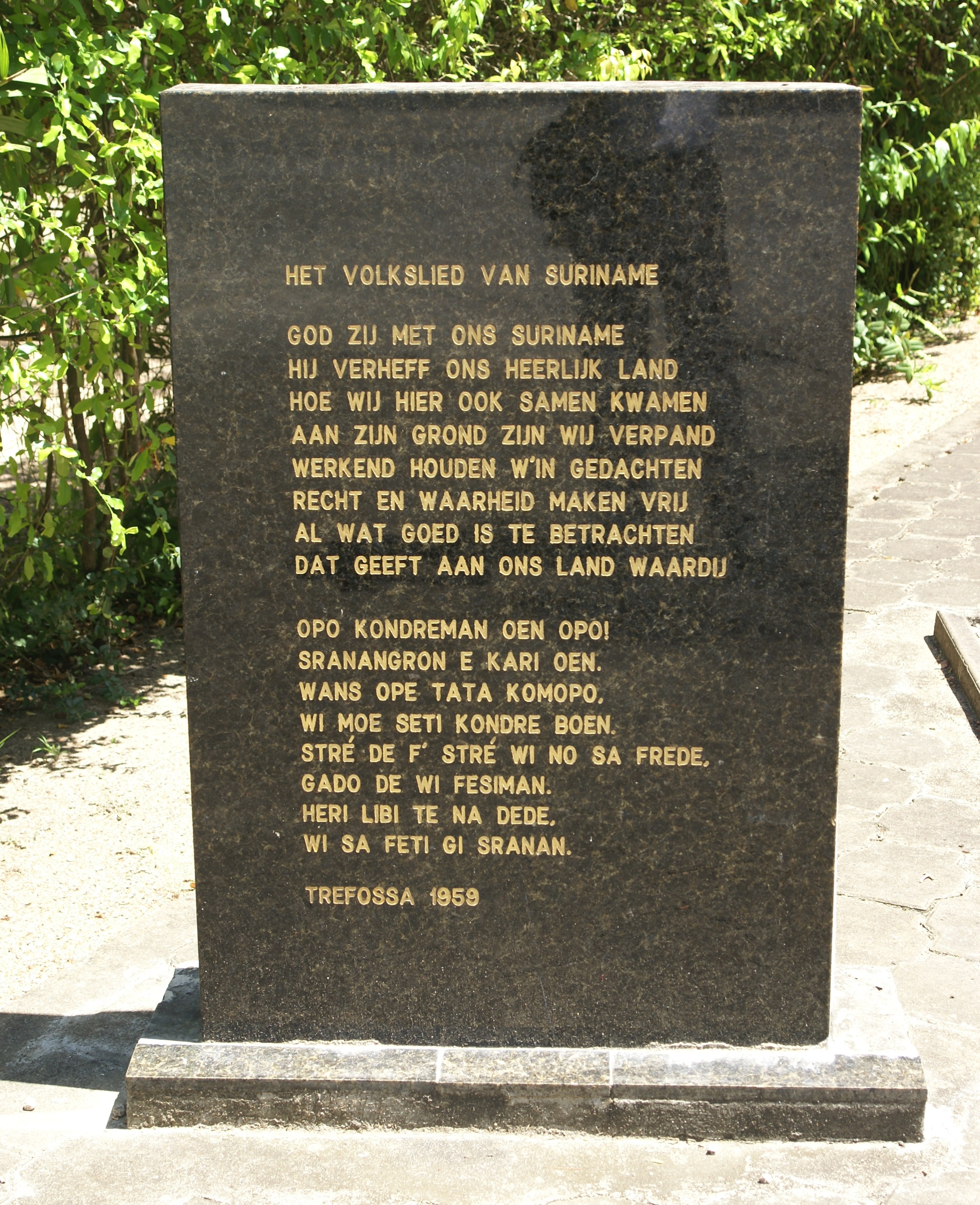
Texten på en sten intill en byst av Trefossa
i Paramaribo.

År 1959 utsåg landets regering poeten Henri Frans de Ziel (Trefossa) till att skriva en ny text som skulle beskriva landet som en enhet. De Ziel utgick från Hoekstras text men omvandlade den i en positiv anda. Han lade också till en vers på sranan tongo. Nationalsången antogs enhälligt av Surinams parlament den 7 december 1959.

## Text
Nationalsången har två verser, den första på nederländska och den andra på sranan tongo.

Den första versen (nederländska):
God zij met ons Suriname
Hij verheffe ons heerlijk land
Hoe wij hier ook samen kwamen
Aan zijn grond zijn wij verpand
Werkend houden w'in gedachten
Recht en waarheid maken vrij
Al wat goed is te betrachten
Dat geeft aan on land waardij.
Den andra versen (sranan tongo):
Opo kondreman un opo
Sranangron e kari un.
Wans' ope tata komopo
Wi mus' seti kondre bun.
Strey de’f strey wi no sa frede,
Gado de wi fesi man.
Heri libi te na dede
Wi sa feti gi Sranan.